# 750 мм

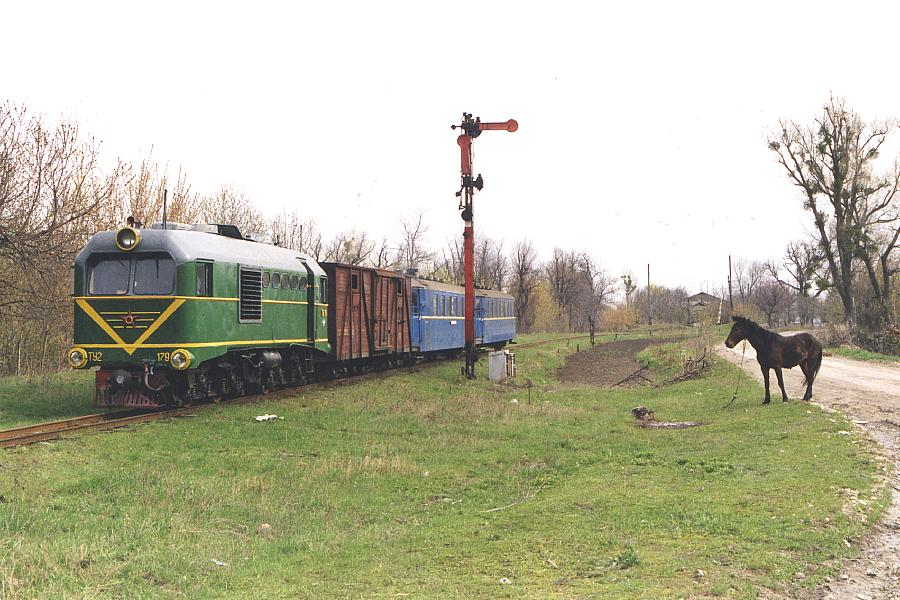
Гайворонська вузькоколійна залізниця

750 мм — ширина колії вузькоколійних залізниць.
Найбільшою залізничною мережею колії 750 мм є Гайворонська залізниця (загальна довжина 130 км), а найбільшою гірською вузькоколійною залізницею в колишньому СРСР є Апшеронська вузькоколійна залізниця. У СРСР колія 750 мм була другою по розповсюдженості після 1520 мм.

## Область застосування
Колія 750 мм застосовувалася на промислових залізницях; на лісовозних, торфовозних та інших подібних дорогах. Також існують залізниці цієї колії з пасажирським рухом. Верхня та нижня будова колій носить полегшений характер у порівнянні із залізницями стандартної колії. Застосовуються рейки типів Р8, Р11, Р18, Р24. Також колію 750 мм використовує більшість дитячих залізниць.